# Lies Corneillie
Lies Corneillie (Turnhout, 28 december 1985) is een Belgisch politicus en bestuurder voor Groen. Ze is momenteel schepen van wonen, bouwen en mondiaal beleid en voorzitter van het bijzonder comité van de sociale dienst in de stad Leuven.

## Levensloop

### Jeugd en opleiding
Corneillie groeide op in Tielen. Ze studeerde sociaal werk aan de Katholieke Hogeschool Leuven en volgde er nadien nog een postgraduaat intercultureel sociaal werk. Na naar studie werkte ze als jongerenwerker bij Koning Kevin en als vrijwilligerscoördinator bij de jeugddienst van de stad Leuven. Van 2012 tot 2017 was ze verantwoordelijk voor jongerenparticipatie en educatie bij YOUCA vzw. Vervolgens doceerde ze communicatie en beroepspraktijk aan UCLL, campus Sociale School. Ze was ook jongerenvertegenwoordiger bij de Vlaamse Jeugdraad.

### Politieke loopbaan
Haar politieke loopbaan startte bij Jong Groen. Ze was er lid van het bestuur van 2010 tot 2014, waarvan twee jaar als ondervoorzitter. Ze werd voor het eerst verkozen als gemeenteraadslid in 2012. In 2014 werd ze eerste opvolger voor het Vlaams parlement en werd ze lid van het nationaal partijbestuur van Groen. Op 1 januari 2019 werd ze schepen van wonen, gelijke kansen en mondiaal beleid in Leuven en voorzitter van AG Stadsontwikkeling Leuven, het autonoom gemeentebedrijf van de stad Leuven dat het woon- en vastgoedbeleid van de stad uitvoert.
Corneillie schreef geregeld opiniestukken in Knack. In een debat met Valerie Van Peel van N-VA in het televisieprogramma Niet Tevreden Stem Terug in 2012 op Eén pleitte ze ervoor dat steden en gemeenten actief zouden ingrijpen om wonen betaalbaarder te maken. Corneillie reikte enkele creatieve oplossingen aan. Zo kan een stad volgens haar bijvoorbeeld bouwgronden gratis ter beschikking stellen van gezinnen. Het Nieuwsblad portretteerde Corneillie in 2017 als een politiek aanstormend talent in het dossier 'Welpen van de Wetstraat'.
Als schepen van wonen nam ze verschillende initiatieven om werk te maken van betaalbaar en kwaliteitsvol wonen. Eind 2019 liet ze weten dat de stad Leuven samen met het OCMW en de Huurdersbond oplossingen zou zoeken voor de gedupeerde huurders van de familie Appeltans. De familie Appeltans wordt verdacht van huisjesmelkerij en inbreuken op de Vlaamse wooncode, met verzwarende omstandigheden. In juli 2020 maakte ze bekend dat Leuven als eerste stad in Vlaanderen een Community Land Trust opricht, een manier om werk te maken van betaalbare woningen. Nog in 2020 nam Leuven als eerste Vlaamse stad het initiatief om het aantal dak- en thuisloze personen op haar grondgebied te tellen en een aantal gegevens van deze mensen in kaart te brengen. Een jaar later stelde Corneillie een ambitieus actieplan voor om dak- en thuisloosheid te voorkomen en te bestrijden. Uit praktijktesten uitgevoerd in 2020 en 2021 door de VUB bleek structurele discriminatie van etnische minderheden, rolstoelgebruikers en personen met een visuele beperking met een assistentiehond op de Leuvense huurmarkt. Met het 'actieplan discriminatie' gaat de stad de strijd tegen discriminatie op de huurmarkt aan. In juni 2022 maakte Corneillie bekend dat de stad Leuven tegen 2025 200 budgethuurwoningen op de markt wil brengen. Dat zijn woningen die de stad onder de marktprijs verhuurt aan wie moeilijk terechtkan op de private huurmarkt.
Eind december 2019 riep Leuven samen met Gent en Brugge de Poolse ambassadeur in België in een open brief op om een einde te maken aan de LGBT-vrije zones in Polen. Dat zijn zones waar holebi’s en transgenders niet welkom zijn.
Als schepen van mondiaal beleid maakte ze in 2021 bekend dat stad Leuven zich samen met KU Leuven en met steun van Amnesty International Vlaanderen en het Federaal Instituut voor de Rechten van de Mens engageerde om in 2023 mensenrechtenstad te worden. Daarmee verbindt de stad er zich toe om verder werk te maken van mensenrechten. Op 10 december 2023, op de 75e verjaardag van de Rechten van de Mens, werd Leuven uitgeroepen tot Mensenrechtenstad.
Op 2 december 2024 legde ze opnieuw de eed af, ditmaal als schepen van wonen, bouwen en mondiaal beleid en als voorzitter van het bijzonder comité van de sociale dienst. Ook in de nieuwe legislatuur is ze voorzitter van AG Stadsontwikkeling Leuven.  

## Persoonlijk
Corneille is alleenstaand en heeft een kind.